# Mateu Ortoneda

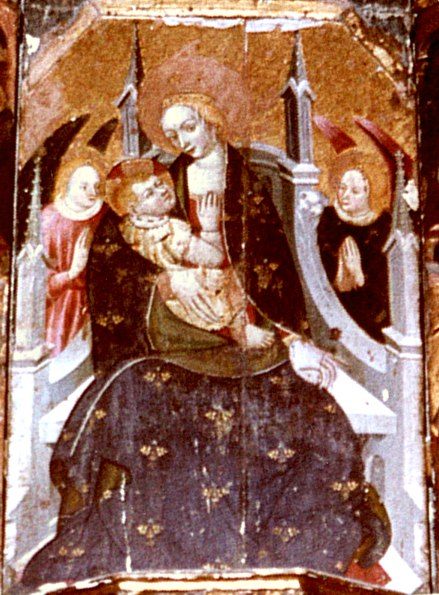
Retablo de la Virgen de Solivella (tabla central), temple sobre tabla, Museo Diocesano de Tarragona.

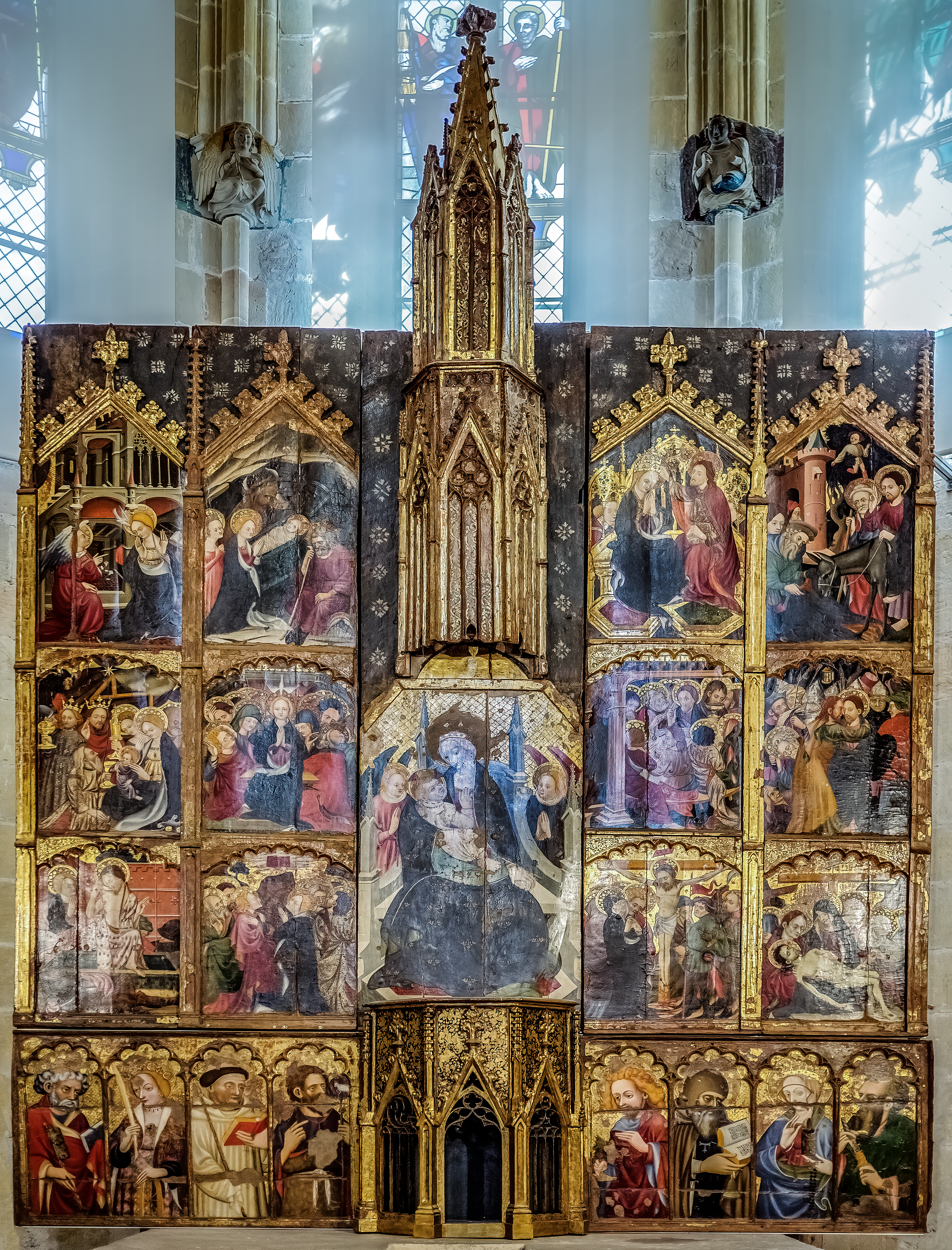
Retablo de la Virgen de Solivella, Museo Diocesano de Tarragona.

Mateu o Mateo Ortoneda (f. 1391-1433) fue un pintor gótico español, cabeza de una extensa familia de artistas activos en Cataluña y Aragón.

## Biografía y obra
A Mateo Ortoneda se le documenta en 1391 en Barcelona cuando contaba catorce años y medio y, probablemente, se encontraba trabajando en el taller de Pere Serra, al otorgar poderes a su padre, Bernardo Ortoneda, natural de Riudecañas. Por el documento de aceptación de dote consta que en 1403 se encontraba ya en Tarragona, casado con Vinguda o Bienvenida, hija de Juan Miró, pintor, y de Mansilia.
Al frente de un activo taller en el que trabajó  Pere Huguet, tío de Jaume Huguet, quien pudo iniciar también su formación con Ortoneda, trabajó con frecuencia para el concejo, para el que en 1415 pintó el escudo de la ciudad en nueve ballestas nuevas y en 1424 dos caras de león en la carroza para las fiestas de Santa Tecla, patrona de la ciudad. Pintor de retablos, en 1418 contrató el del hospital de San Juan de Reus; el de San Lorenzo para su iglesia de Tarragona, contratado con la cofradía de los braceros en 1419, y el de San Bartolomé, por encargo de los jurados de la Selva del Campo en 1421, perdidos todos ellos. También este año otorgó poderes a su hermano Pascual —o Pascasio— poco más tarde trasladado a Aragón donde se le documenta hasta 1460, una diferencia de años que ha hecho pensar que más que de hermano pudiera tratarse de un sobrino.
De su obra, encuadrada en el llamado gótico internacional, se conoce el retablo de la Virgen de Solivella, conservado en el Museo Diocesano de Tarragona, firmado en su tabla central «Matheo Ortoneda me pinxit». Procedente de la capilla del castillo de Solivella, consta de una tabla central, con la Virgen entronizada, el Niño y ángeles, doce tablas con escenas evangélicas en las calles laterales y predela con santos de medio cuerpo. También firmado se conoce un tríptico de Santa Catalina en colección particular y se le atribuye el retablo de los Gozos de María de la parroquial de Cabacés.